# دردسر هری
دردسرِ هَری (The Trouble with Harry) فیلمی آمریکایی تکنی‌کالر در ژانر کمدی سیاه و معمایی به کارگردانی آلفرد هیچکاک محصول سال ۱۹۵۵ کمپانی پارامونت است.

## خلاصه داستان
در جنگلی در یکی از دهکده‌های ورمانت، آمریکا، جسد مردی به نام «هری» پیدا می‌شود. همسرش، «جنیفر» (مک‌لین)، یک دریانورد پیر (گوِن)، یک پیردختر (ناتویک)، و یک نقاش (فورسایث) به‌نوبت جسد را می‌بینند و هر کدام فکر می‌کنند خودشان قاتل هستند….

## بازیگران
- ادموند گون در نقش Capt. Albert Wiles
- جان فورسایث در نقش Sam Marlowe
- شرلی مک‌لین در نقش Jennifer Rogers
- میلدرد ناتویک در نقش Miss Ivy Gravely
- میلدرد دانوک در نقش Mrs. Wiggs
- جری مترز در نقش Arnie Rogers
- رویال دانو در نقش Deputy Sheriff Calvin Wiggs
- پارکر فنلی در نقش Millionaire
- بری ماکولوم در نقش Tramp
- دوایت مارفیلد در نقش Dr. Greenbow
- فیلیپ تروکس در نقش Harry Worp (the corpse)

## عوامل دوبلهٔ فارسی
سعید مظفری، مریم شیرزاد، اکبر منانی هرندی، زهرا آقارضا، مهین برزویی، ناصر احمدی، ناصر طهماسب، …؛ مدیر دوبلاژ: ناصر طهماسب.